# Japão nos Jogos Olímpicos de Inverno de 1960
O Japão competiu nos Jogos Olímpicos de Inverno de 1960, realizados em Squaw Valley, Estados Unidos.